# Tarik Kiswanson
Tarik Kiswanson, né le 19 juillet 1986 à Halmstad (Suède), est un artiste plasticien suédois, français, jordanien et palestinien. Il vit et travaille à Paris.

## Biographie

### Naissance et formation
Ses parents, originaires de Jérusalem, s’exilent en Jordanie puis en Suède au début des années 1980. À leur arrivée au service d'immigration, leur nom d’origine al-Kiswani est changé en Kiswanson. Tarik Kiswanson passe son enfance entre la Suède et la Jordanie, où une grande partie de sa famille réside toujours.
À 17 ans, il s’installe à Londres pour étudier à la Central Saint Martin’s School of Art. En 2010, il est diplômé d’un Bachelor of Fine Arts et part s’installer à Paris afin de poursuivre ses études à l’École Nationale Supérieure des Beaux Arts de Paris. Il est diplômé d’un D.N.S.A.P. avec les félicitations du jury de l'ENSBA en 2014. Il est lauréat du Prix Marcel Duchamp 2023. 
Il réside à l’Atelier Calder à Saché de janvier à juillet 2020

### Œuvre

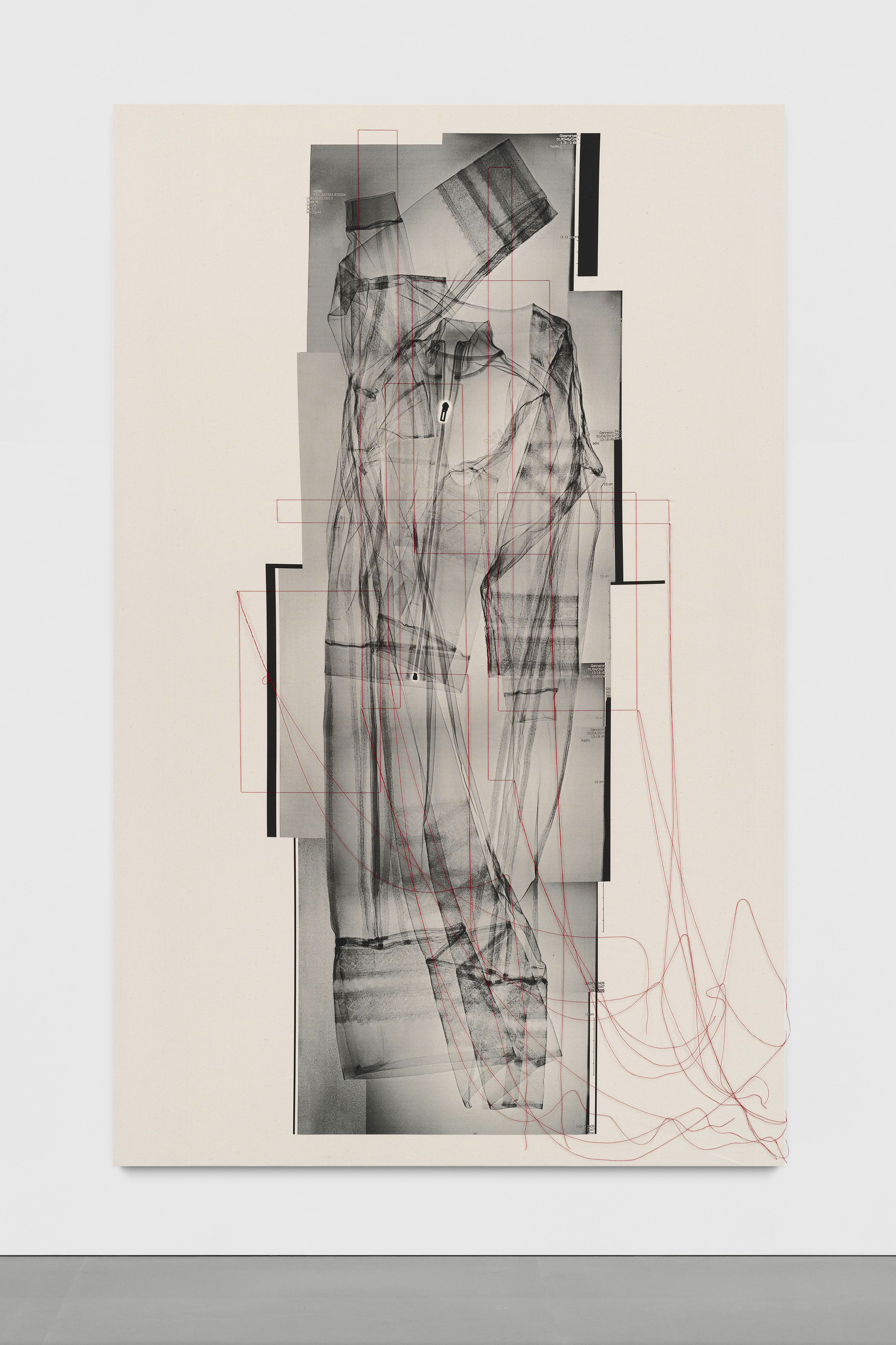
Passing, 2019

Depuis plus de dix ans, Tarik Kiswanson explore les notions de déracinement, de régénération, de métamorphose et de mémoire dans le cadre de sa pratique complexe et interdisciplinaire. Un héritage de déplacement et de transformation imprègne ses oeuvres et est indispensable à la fois à leur forme et aux modes de perception qu'elles produisent. La famille palestinienne de l'artiste a quitté Jérusalem pour l'Afrique du Nord, puis la Jordanie, avant de s'installer en Suède, où il est né en 1986. Au fil des ans, la recherche artistique de Kiswanson a conservé un attachement à l'intime et au personnel tout en s'adressant simultanément à des préoccupations universelles relatives à la condition humaine et à des histoires sociales et collectives de rupture, de perte et de régénération. 

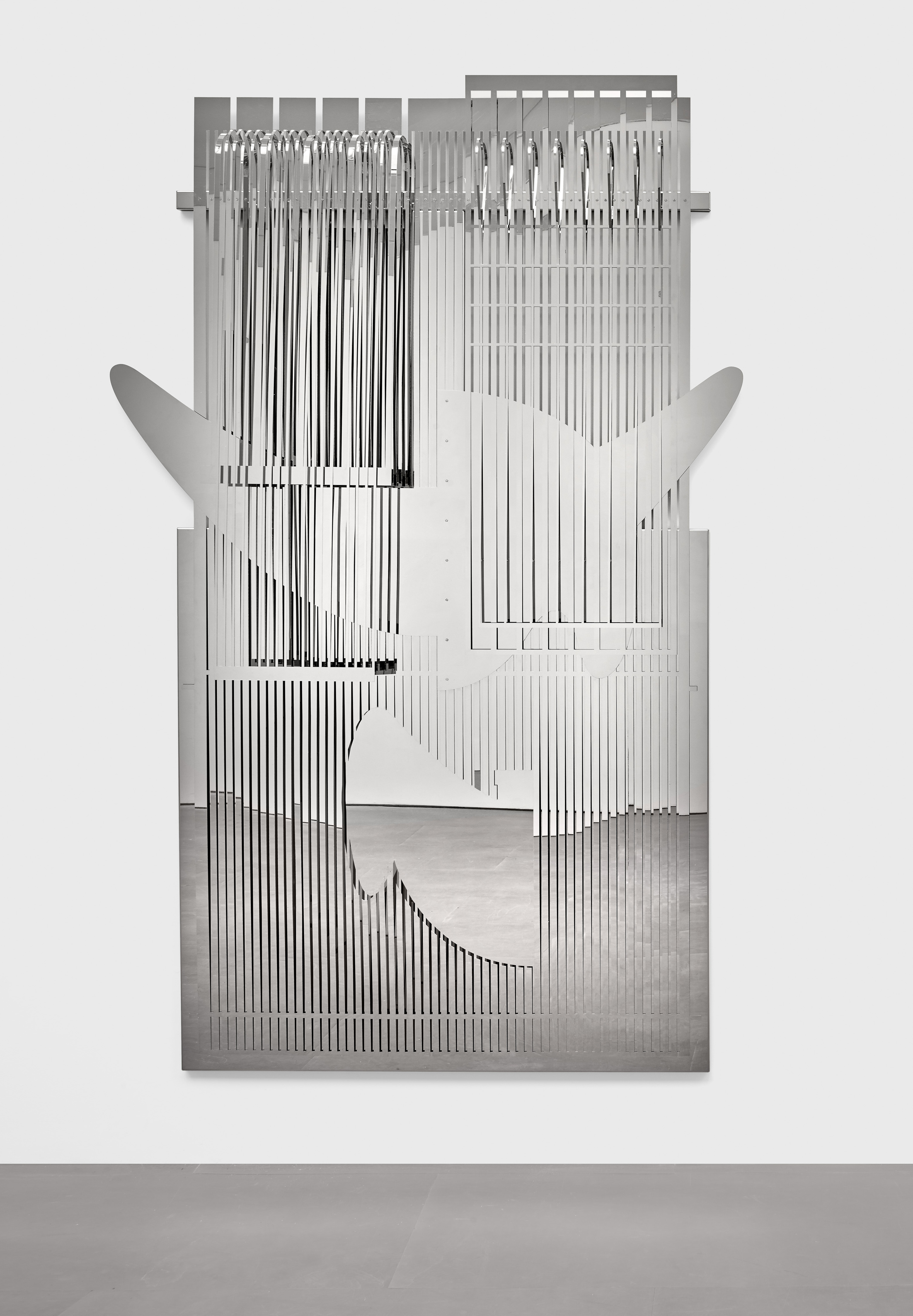
1951 (The Weavers' Machines), 2016

## Expositions

### Expositions personnelles (sélection)
- A Century, Portikus (Ausstellungshalle), Allemagne (2024)
- Henraux International Sculpture Prize 2024, Henraux Foundation (2024)
- Prix Marcel Duchamp 2023, Centre Pompidou (2023)
- Afterwards, Salzburger Kunstverein, Salzbourg, Autriche (2023)[5]
- Becoming, Bonniers Konsthall, Stockholm, Suède (2023)[6]
- Nido, Museo Tamayo, Mexico City, Mexique (2023)[7]
- Anamnesis, M HKA - Musée d'Art contemporain d'Anvers (2022)
- Nest, Sfeir-Semler Gallery, Beyrouth, Liban (2022)
- Nest, Hallands Konstmuseum, Halmstad, Suède (2022)
- Surging, carlier I gebauer, Berlin, Allemagne (2021)
- Mirrorbody, Carré d'Art, Nîmes, France (2020)[8]
- Dust, Centre Pompidou, Paris, France (2019)[9]
- Come of age, Fondation d'entreprise Ricard, Paris, France (2018)[10]
- Father Form, carlier | gebauer, Berlin, Allemagne (2017)[11]
- Ongoing Reflection, Collège des Bernardins, Paris, France (2016)[12],[13]

### Expositions collectives (sélection)
- Form of the surrounding futures, Gothenburg International Biennial for Contemporary Art (2023)
- Elmgreen & Dragset: READ, Kunsthalle Praha, Prague, Tchéquie (2023)
- Manifesto of fragility, 16e Biennale d'art contemporain de Lyon, France (2022)
- Living In This Exquisite Corpse, Ambassade de France, Berne, Suisse (2021)
- In The Open, The Common Guild, Glasgow, Royaume-Uni (2021)
- Hi-storytelling, Sfeir-Semler Gallery, Hambourg, Allemagne (2021)
- Immortality, Ural biennial, Ekaterinburg, Russie (2019)
- AS DEEP AS I COULD REMEMBER, AS FAR AS I COULD SEE, Performa 19 biennial, New York, États-Unis (2019)[14]
- Tainted Love Villa Arson, Nice, France (2019)[15]
- Today will happen, Biennale de Gwangju, Corée du Sud (2018)[16]
- Flatlands II, MUDAM - Musée d’art moderne Grand-Duc Jean, Luxembourg (2017)
- 60e Salon de Montrouge, France (2015)[17]

## Publications

### Catalogues d'exposition
- Nest, Hallands Konstmuseum, Mousse Publishing, 2022
- Mirrorbody, Carré d’Art - Musée d’Art contemporain de Nîmes, DISTANZ, 2021

### Livres de poésie
- The Window, JBE Books, 2022

### Livre d'artiste
- Becoming, Dilecta, 2023[18]